# Avantport

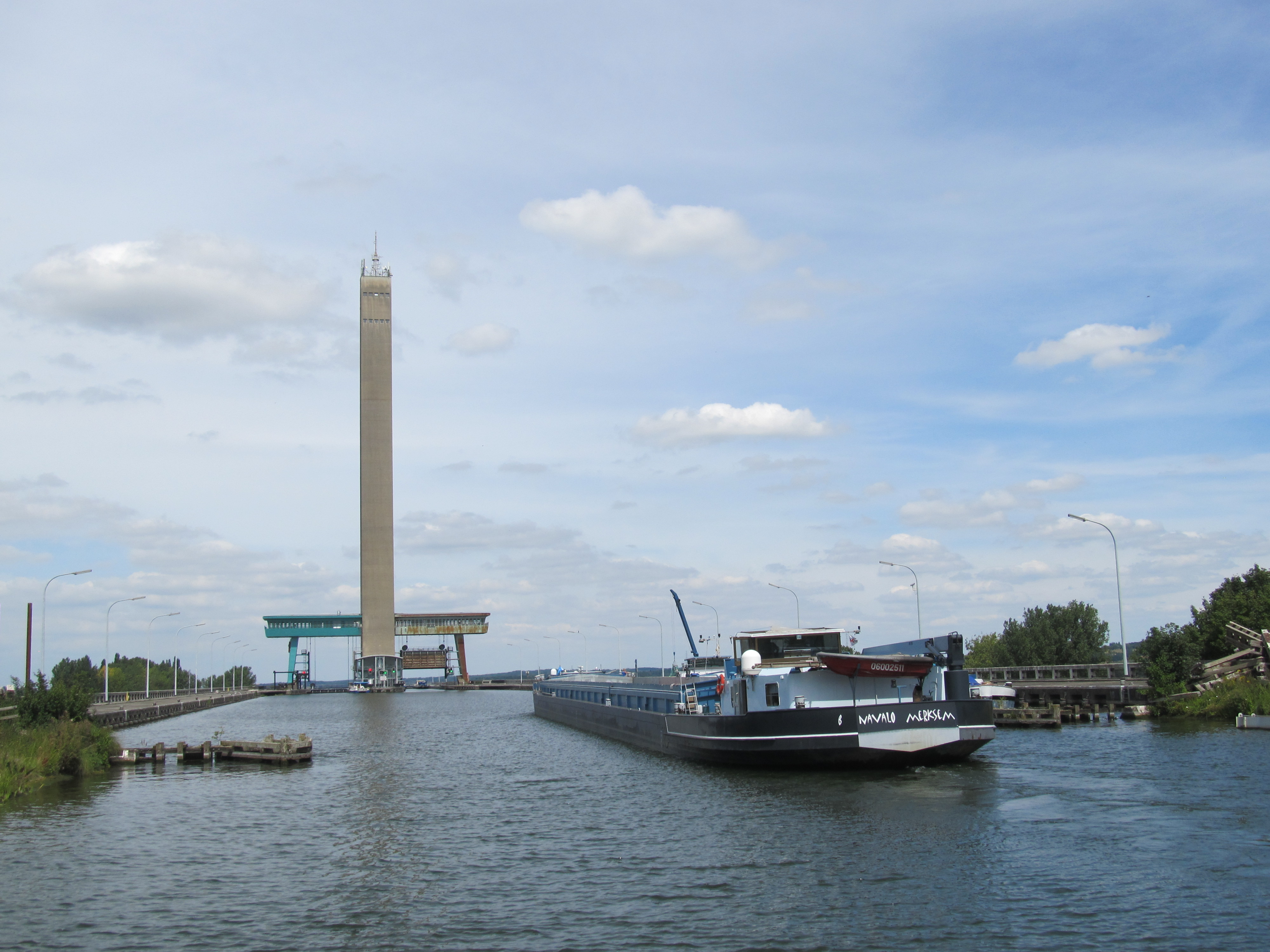
Vaixell entrant a l'avantport de Ronquières (Bèlgica).

Un avantport és un port situat prop de l'embocadura d'un riu que és via d'accés a un gran port fluvial, construït per descongestionar-lo o perquè hi atraquin els vaixells que, per llurs dimensions, no poden pujar riu amunt. S'hi poden transbordar les mercaderies a vaixells distribuïdors, o en anglès feeder per transportar-les des d'un port base a altres ports, generalment més petits, i a l'inrevés per la seva transformació (logística amb valor afegit) i distribució.

## Uns avantports
- Damme, Hoeke i Sluis per al port de Bruges medieval, després de l'ensorrament del zwin, el braç de mar que connectava la ciutat amb el mar del Nord
- Cuxhaven i el mai realitzat port de Neuwerk per al port d'Hamburg
- El Jade-Weser-Port a la badia del Jade a la Baixa Saxònia
- El port de Tilbury al Tàmesi per al port de Londres
- L'Europoort al port de Rotterdam